# Sayaburi
Sayaburi ou Xaignabouli ou Xayabury é uma província do Laos. Sua capital é a cidade de Muang Xayabury.

## Distritos
- Khop
- Xianghon
- Ngeun
- Hongsa
- Sayaburi
- Phiang
- Thongmixay
- Paklay
- Kenthao
- Boten